# Tenter Beck
Der Tenter Beck ist ein Wasserlauf im Lake District, Cumbria, England. Er entsteht nordwestlich von Hawkshead und fließt in östlicher Richtung bis zu seiner Mündung in den Hall Beck.